# Fundació Botín
La Fundació Botín, també coneguda com a Fundació Marcelino Botín, és una fundació espanyola amb seu a la ciutat de Santander (Cantàbria), creada el 1964 i presidida actualment per Javier Botín.

## Seus
La seva seu principal es troba al carrer Pedrueca de Santander (Cantàbria), al nord d'Espanya, en un edifici familiar de finals del segle xviii, remodelat i ampliat en 1992. En ell va viure el paleontòleg Marcelino Sanz de Sautuola, descobridor de les coves d'Altamira el 1879 i en l'actualitat alberga oficines, despatxos, el saló d'actes i la biblioteca. La Fundació disposa de tres espais addicionals: la sala d'exposicions, propera a la seu; Vila Iris edifici envoltat de jardins construït en 1913, on es desenvolupen els tallers d'art; i el Promontori, casa familiar d'Emilio Botín Sanz de Sautuola construïda entre 1915 i 1918 i donada a la fundació pel seu fill Emilio Botín Ríos.

## Història
Des de la seva creació el 1964, l'objectiu de la Fundació Botín ha estat el mateix: contribuir a pal·liar les necessitats i promoure el desenvolupament social de la regió de Cantàbria i, per complir-ho, els seus focus d'atenció i activitats han anat evolucionant. Les seves grans etapes han estat tres:
- La primera, de definició i assentament, segons els criteris del fundador, pel qual la discreció era fonamental. Sota la direcció d'Andrés de Santiago, estava centrada en obres de beneficència, ajudes per a estudis i organització de concerts, conferències i exposicions d'àmbit regional.
- L'arribada d'Enrique Martínez Créixens a la direcció, el 1989, obre una segona etapa en la qual la Fundació passa d'estar inscrita al Ministeri d'Assumptes Socials, al Protectorat del Ministeri de Cultura. Es reorganitzen les activitats de formació, assistència social i cultura i s'obren dues noves àrees d'atenció: el patrimoni històric i la recerca en medi ambient i medicina. La institució transcendeix l'àmbit regional amb iniciatives pròpies i de la mà d'institucions com el Museu del Prado, Museu Reina Sofia, Patrimoni Nacional, Universitat d'Alacant o el CIEMAT.
- L'any 2002, en el qual s'incorpora a la direcció Rafael de Benjumea i Cabeza de Vaca, s'inicia una etapa de reflexió fruit de la qual s'arriba al programa actual. L'any 2009, Íñigo Sáenz de Miera Cárdenas passa a substituir Rafael de Benjumea en la direcció general de la Fundació Botín.[3]